# القشعة (رصد)

تعديل مصدري - تعديل

القشعه هي إحدى قرى عزلة القارة بمديرية رصد التابعة لمحافظة أبين، بلغ تعداد سكانها 70 نسمة حسب تعداد اليمن لعام 2004.